# Antonio Ruiz-Pipó
Antonio Ruiz-Pipó (* 7. April 1934 in Granada; † 17. Oktober 1997 in Paris) war ein spanischer Pianist und Komponist.

## Werdegang
In seiner Kindheit wurde Antonio Ruiz-Pipó musikalisch zuerst mit dem Flamenco-Gesang bekanntgemacht. Sein Vater starb 1937 im Spanischen Bürgerkrieg. Ruiz-Pipó verließ als Siebenjähriger Andalusien, begann in Barcelona in einer Escolania (Kantorei) insbesondere Gregorianischen Gesang zu erlernen und studierte gegen Ende der 1940er Jahre Musik in Barcelona, vor allem Komposition und Klavier und ab 1949 mit dem Manuel-de-Falla-Stipendium seiner Heimatstadt. 1950 debütierte er im Alter von 15 Jahren als Pianist; wenig später schrieb er seine ersten Klavierstücke und unternahm eine Tournee durch Andalusien. Ein Stipendium der französischen Regierung ermöglichte Ruiz-Pipó weitere Studien in Paris, wo er sein Können bei Salvador Bacarisse und Maurice Ohana vervollkommnete. 1958 komponierte er sein heute wohl bekanntestes Werk, Chanson et Danse No 1 für Gitarre solo. 1962 gründete Ruiz-Pipó das Festival Bonaguil Nuits Musicales, welches er von 1976 an bis zu seinem Tod leitete. Von 1972 bis 1992 arbeitete er als Redakteur für nationale Rundfunkanstalten in Spanien, Frankreich und Kanada. Antonio Ruiz-Pipó hatte bis zu seinem Tod Lehraufträge an der École Normale de Musique sowie dem Conservatoire de Paris in Paris inne und konzertierte weiterhin, oftmals zusammen mit bekannten Instrumentalisten. 1997 erlag er einem Krebsleiden.
Antonio Ruiz-Pipó war mit der Bühnenbildnerin Ruth Ruiz-Pipó geb. Wetzel (* 14. Dezember 1924 in Berlin; † 8. Dezember 2020 in Paris) verheiratet, der Tochter des Komponisten Justus Hermann Wetzel. Die Ehe blieb kinderlos.

## Kompositorisches Schaffen
Antonio Ruiz-Pipó komponierte tonal und verarbeitete oftmals schlichte Themen auf anspruchsvolle Weise, u. a. indem er scharfe Kontraste in Klangfarbe und Stimmung herausarbeitete. Seine Arbeiten werden daher dem Neoklassizismus zugerechnet, durch den er bereits während seiner Studienzeit in Paris geprägt wurde. Als seine wichtigsten Vorbilder nannte Ruiz-Pipó selbst de Falla sowie Albéniz. Sein Interesse galt neben Orchester- und Vokal- vor allem der Kammermusik; insbesondere für Klavier und Gitarre schrieb er viele Stücke.

## Auszeichnungen (Auswahl)
- 1975: Premio Internacional de Música de la Ciudad de Zaragoza
- 1979: Padre-Soler-Preis
- 1987: Medaille der Stadt Fumel
- 1987: Medaille A. Roussel der École Normale de Musique[1]